# Caldera (Costa Rica)
Caldera es un distrito del cantón de Esparza, en la provincia de Puntarenas, de Costa Rica. En este distrito se encuentra el puerto marítimo de carga Puerto Caldera.

## Historia
Caldera fue creado el 7 de abril de 2014 por medio de Ley 9235. El distrito fue creado en virtud de que "en esta zona opera un puerto de importaciones y exportaciones, refleja un aumento considerable de la población, del comercio, del turismo por lo que requiere una administración eficiente para obtener el desarrollo".

## Geografía
Caldera cuenta con un área de 62,02 km² y una altitud media de 7 m s. n. m.

## Demografía
Para el último censo efectuado, en el 2011, Caldera no se había creado.

## Localidades
- Cabecera: Mata de Limón
- Poblados: Alto de Las Mesas, Artieda, Caldera, Cabezas, Cambalache, Cascabel, Corralillo, Cuesta Jocote, Figueroa, Finca Brazo Seco, Finca Cortijo, Guardianes de La Piedra, Hacienda La Moncha, Hacienda Mata de Guinea, Hacienda Playa Linda, Hacienda Salinas, Jesús María, Quebrada Honda, Salinas, San Antonio, Silencio, Tivives, Villanueva.

## Turismo
Caldera es una zona con gran atractivo recreativo aunque carece de una infraestructura hotelera para albergar a los turistas. Únicamente cuenta con varios restaurantes.
Sin embargo, la cercana comunidad de Mata de Limón (frente al estero) ofrece posibilidades de alojamiento y alimentación.
La zona también es utilizada con frecuencia para vuelos en parapente desde el acantilado que domina la bahía de Caldera.
La Zona Protectora Tivives, ubicada a 5 kilómetros al sur del puerto, es una importante área forestal que protege uno de los últimos remanentes costeros del bosque seco tropical en la Región Pacífico Central.
El 15 de enero de 2013, la línea de cruceros Azamara Quest inauguró la Ruta Mesoamericana, que toca puertos de Centroamérica, México y Estados Unidos, tomando como punto de embarque el puerto de Caldera.

## Transporte

### Carreteras
Al distrito lo atraviesan las siguientes rutas nacionales de carretera:
- Ruta nacional 23
- Ruta nacional 27
- Ruta nacional 622
- Ruta nacional 755